# 罗云峰

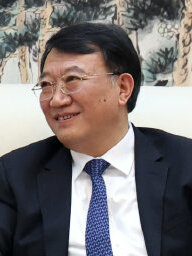
2023年時的罗云峰

罗云峰（1966年1月－），男，汉族，甘肃天水人，中华人民共和国政治人物。成都气象学院气象系天气动力专业本科毕业，南京气象学院大气物理系大气探测与遥感专业研究生毕业，北京大学地球物理系大气物理专业博士学历。合肥市委副书记，市政府市长、党组书记。

## 生平
1982年9月至1986年7月，成都气象学院气象系天气动力专业学习；
1986年7月至1995年9月，甘肃省气象局兰州中心气象台预报员（其间:1992年9月至1995年6月在南京气象学院大气物理系大气探测与遥感专业硕士研究生学习，获理学硕士学位）；
1995年9月至1998年7月，北京大学地球物理系大气物理专业博士研究生学习，获理学博士学位；
1998年7月至2000年8月，中国科学院大气物理研究所博士后流动站研究人员（其间，2000年5月获副研究员任职资格）；
2000年8月至2008年12月，于国家自然科学基金委员会地球科学部历任大气科学学科副研究员、大气科学学科副主任、地球科学五处副处长、地球科学五处处长（其间，2005年12月获研究员任职资格，2006年4月至2006年7月在中央党校中央国家机关分校干部进修班学习）；
2008年12月至2018年5月，于中国气象局历任科技发展司副司长、科技与气候变化司副司长、科技与气候变化司司长（其间，2016年3月至2016年4月挂职中共铜陵市委常委、铜陵市人民政府党组成员，2016年4月至2017年12月挂职中共铜陵市委常委，铜陵市人民政府副市长、党组成员，2017年12月至2018年1月挂职合肥市委常委、市政府副市长、党组成员，2018年1月至2018年5月挂职合肥市委常委、市政府常务副市长、党组副书记）；
2018年5月至2018年7月，任合肥市委常委、市政府常务副市长、党组副书记，中国气象局科技与气候变化司司长；
2018年7月至2020年11月，任合肥市委常委、市政府常务副市长、党组副书记；
2020年11月至2021年4月，任合肥市委副书记，兼任合肥市委党校校长；
2021年4月，任合肥市委副书记，市政府市长、党组书记。